# Elma (álbum)
«Elma» (エルマ?) es el segundo álbum de estudio de Yorushika, lanzado el 28 de agosto de 2019 por Universal Music Japan, 4 meses después de su álbum de estudio debut Dakara Boku wa Ongaku wo Yameta.

## Lanzamiento
Este es su primer álbum lanzado bajo Universal Music Japan.
El álbum es una secuela del álbum anterior, Dakara Boku wa Ongaku wo Yameta, un álbum conceptual centrada en una historia creada por n-buna. La historia cuenta acerca de Elma, una chica que se inspiró para hacer música gracias a las cartas de Amy, el protagonista del álbum anterior, Elma sigue el mismo camino que Amy en Suecia.

## Posicionamiento en listas
El 9 de septiembre de 2019, el álbum se posicionó en el listado semanal de Oricon, con el tercer puesto. En esa misma fecha, también se posicionó en el primer lugar en el listado semanal de álbumes digitales de Oricon.

## Lista de canciones
Todas las canciones escritas y compuestas por n-buna. 
| CD / Descarga digital | |          |  |
| N.º                   | Título                                                                                              | Duración |  |
| 1.                    | «Shasō» (車窓; Ventanas del tren)                                                                   | 1:55     |  |
| 2.                    | «Yuu Ichijō» (憂一乗; Solo tristeza)                                                                | 4:32     |  |
| 3.                    | «Yuunagi, Bō, Hana Madoi» (夕凪、某、花惑い; Calma del atardecer, algún lugar, fuegos artificiales) | 3:18     |  |
| 4.                    | «Ame to Cappuccino» (雨とカプチーノ; La lluvia con un Cappuccino)                                   | 4:29     |  |
| 5.                    | «Mizuumi no Machi» (湖の街; Ciudad junto al lago)                                                   | 1:50     |  |
| 6.                    | «Kamisama no Dance» (神様のダンス; Baile de Dios)                                                   | 3:52     |  |
| 7.                    | «Ame Haruru» (雨晴るる; Después de la lluvia)                                                       | 3:42     |  |
| 8.                    | «Aruku» (歩く; Caminar)                                                                             | 3:26     |  |
| 9.                    | «Kokoro ni Ana ga Aita» (心に穴が空いた; Se abrió un hoyo en mi corazón)                            | 4:24     |  |
| 10.                   | «Mori no Kyōkai» (森の教会; Iglesia en el bosque)                                                   | 1:59     |  |
| 11.                   | «Koe» (声; Voz)                                                                                     | 4:48     |  |
| 12.                   | «Amy» (エイミー)                                                                                    | 3:32     |  |
| 13.                   | «Kaitē, Tsukiakari» (海底、月明かり; Fondo del mar, luz lunar)                                      | 2:25     |  |
| 14.                   | «Nautilus» (ノーチラス)                                                                             | 4:00     |  |
| 48:12                 | |          |  |

| CD bonus exclusivo de Tower Records |                                                  |          |  |
| N.º                                 | Título                                           | Duración |  |
| 1.                                  | «Kamisama no Dance» (versión caja de música)     |          |  |
| 2.                                  | «Kokoro ni Ana ga Aita» (versión caja de música) |          |  |
| 3.                                  | «Nautilus» (versión caja de música)              |          |  |

| CD bonus exclusivo de Village Vanguard |                                              |          |  |
| N.º                                    | Título                                       | Duración |  |
| 1.                                     | «Ame to Cappuccino» (versión caja de música) |          |  |
| 2.                                     | «Ame Haruru» (versión caja de música)        |          |  |
| 3.                                     | «Amy» (versión caja de música)               |          |  |

Las pistas 1, 5, 10 y 13 son instrumentales.
Algunos de los títulos en inglés cambian un poco de los títulos en japonés, por ejemplo, «Kamisama no Dance» literalmente significa «Baile de Dios», pero el título en inglés es «Dance of You», literalmente «Tu baile». Sin embargo, esos ligeros cambios no cambian el significado de las canciones.

## Tie-Up
- Kokoro ni Ana ga Aita: Canción del CM de la Universidad Teikyō Heisei en el 2019.
- Nautilus: Tema principal del drama "Koto no Ha" de 2020.

## Bonus exclusivos de tiendas
- Primera edición limitada
  - Fotos
  - Diario escrito por Elma

- Amazon
  - Placas de hojalata originales (32mm)

- Tower Records
  - CD bonus de caja de música

- Village Vanguard
  - CD bonus de caja de música

- Animate
  - Archivo transparente A4

- Rakuten Books
  - Pegatinas

- Tsutaya
  - Pegatinas de logos

- Lawson HMV
  - Pegatinas de logos

- Universal Music Store
  - Carteles